# Lässen
Lässen är en sjö i Gagnefs kommun i Dalarna och ingår i Dalälvens huvudavrinningsområde.